# Katbol
Le katbol (ou avava, taremp, tembimbe-katbol, tisvel ou vava) est une langue océanienne parlée au Vanuatu par 700 locuteurs dans le centre de Malekula. Ses dialectes sont : Bangasa, Nevaar, Nevat, Timbembe.